# John Stembridge
John Stembridge est un mathématicien, spécialiste de combinatoire, professeur émérite de mathématiques à l'université du Michigan. Il soutient son doctorat au Massachusetts Institute of Technology en 1985 sous la direction de Richard P. Stanley, avec une thèse intitulé Decompositions of characters of SL(n, C). Il a huit étudiants de doctorat.
Il est l'un des participants à l'Atlas of Lie groups and representations (en).

## Travaux de recherche
Ses intérêts de recherche portent sur la combinatoire, avec un accent particulier sur les domaines suivants :
- sujets liés à l'algèbre, en particulier à la théorie des représentations ;
- groupes de Coxeter et systèmes de racines ;
- combinatoire énumérative ;
- fonctions symétriques ;
- fonctions hypergéométriques et q-séries ;
- problèmes de calcul et algorithmes en algèbre.

Il reçoit une bourse Guggenheim en 2000 pour ses travaux sur les aspects combinatoires des systèmes racinaires et des caractères de Weyl.
Il est l'auteur de paquetages Maple qui peuvent être utilisés pour calculer avec les fonctions symétriques, les ensembles partiellement ordonnés, les systèmes de racines et les groupes de Coxeter finis.